# Ilona Winter
Ilona Winter, coniugata Lőrinczné (Mezőberény, 11 febbraio 1955), è un'ex cestista ungherese.

## Carriera
Con l'Ungheria ha disputato i Giochi olimpici di Mosca 1980, i Campionati mondiali del 1975 e quattro edizioni dei Campionati europei (1974, 1976, 1980, 1983).